# Psammodynastes
Genre
Psammodynastes est un genre de serpents de la famille des Lamprophiidae. 

## Répartition
Les espèces de ce genre se rencontrent dans le sud-est de l'Asie.

## Liste d'espèces
Selon The Reptile Database (6 janv. 2012) :
- Psammodynastes pictus Günther, 1858
- Psammodynastes pulverulentus (Boie, 1827)

## Taxinomie
Ce genre était considéré comme faisant partie des Colubrinae, il est désormais placé dans les Lamprophiidae.

## Publication originale
- Günther, 1858 : Catalogue of Colubrine Snakes in the Collection of the British Museum, London, p. 1-281 (texte intégral).